# Billy Payne
Pour les articles homonymes, voir William Payne.
Billy Payne de son vrai nom William Porter Payne, est un homme politique américain, né le 13 octobre 1947 à Athens dans l'État de Géorgie.

## Ses débuts
Billy a obtenu son baccalauréat des arts et des lettres, avec mention en sciences politiques en 1969 à l'Université de Géorgie, puis un diplôme de droit de l’University of Georgia School of Law en 1973.
Il devient joueur de football américain dans l'équipe des Georgia Bulldogs.

## Jeux Olympiques de 1996
En 1987, Payne commence à rêver d'accueillir à Atlanta d'accueillir les Jeux olympiques d'été de 1996, et entame des démarches pour obtenir des soutiens. Il a d'abord obtenu l'appui de dirigeants d'Atlanta, soutenu par l'impulsion du maire Andrew Young, un allié qui aidera Payne à convaincre les membres du Comité international olympique d'attribuer les « JO » à d'Atlanta. 
Les projets de Billy Payne pour les Jeux sont largement tributaires de l'aide privée, le conduisant à convaincre les sponsors de soutenir l'organisation. En septembre 1990, Atlanta a été choisie par le Comité international olympique pour accueillir les Jeux de 1996, surprenant beaucoup d'observateurs.
Après avoir remporté l'attribution, Billy Payne est resté à la tête de la commission d'Atlanta pour les Jeux Olympiques, siégeant en tant que chef de l'administration d'organisation. Il a été la première personne à diriger à la fois l'obtention puis la préparation de jeux olympiques.

## Après les Jeux olympiques
À la suite du scandale de l'attribution des Jeux olympiques d'hiver de 2002, le journal The Atlanta Journal-Constitution cherche tout scandale lié à l'attribution des Jeux de 1996 à Atlanta qui pourrait impliquer directement Billy Payne.
Le 5 mai 2006, Billy Payne a remplacé Hootie Johnson comme président de l'Augusta National Golf Club, le berceau des Masters de golf. Parmi les actions entreprises, Payne a déjà procédé à des ajustements au tournoi et conclu un nouveau contrat de télévision avec ESPN qui a permis la couverture des par-3 du tournoi en 2008.